# Jérôme Zonder
Jérôme Zonder, né à Paris en 1974, est un artiste français pratiquant le dessin.

## Biographie
Jérôme Zonder est diplômé de l'école nationale supérieure des beaux-arts de Paris en 2001. Il est lauréat du prix Antoine-Marin en 2005 (1er prix). En 2013, il devient artiste en résidence au Internationales Atelierprogramm (LIA) de Leipzig. 
Pour Antoine de Galbert, fondateur de la Maison rouge, il aborde la question de la violence d'abord en ce qui concerne les enfants, puis via le thème de la Shoah, explicitement représenté dans ses dessins de 2014.
Il dessine uniquement en noir et blanc, au crayon, au fusain ou avec ses doigts, généralement sur des grands formats. Son personnage de Garance s'inspire de la photographe, commissaire d’exposition et militante féministe, membre des Femen, Julia Javel,, « sujet poussé à l'extrême ».
En 2019, il reçoit une dotation de la Fondation Florence et Daniel Guerlain lors du Salon du dessin.

## Galerie

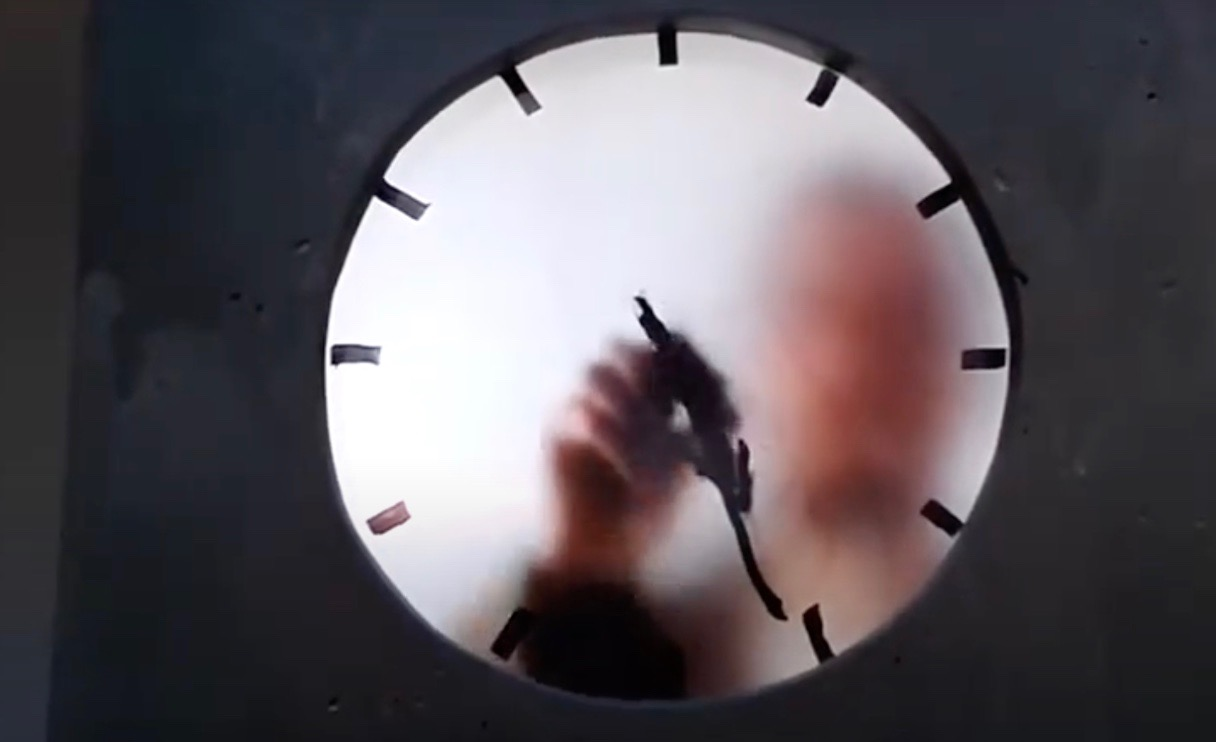
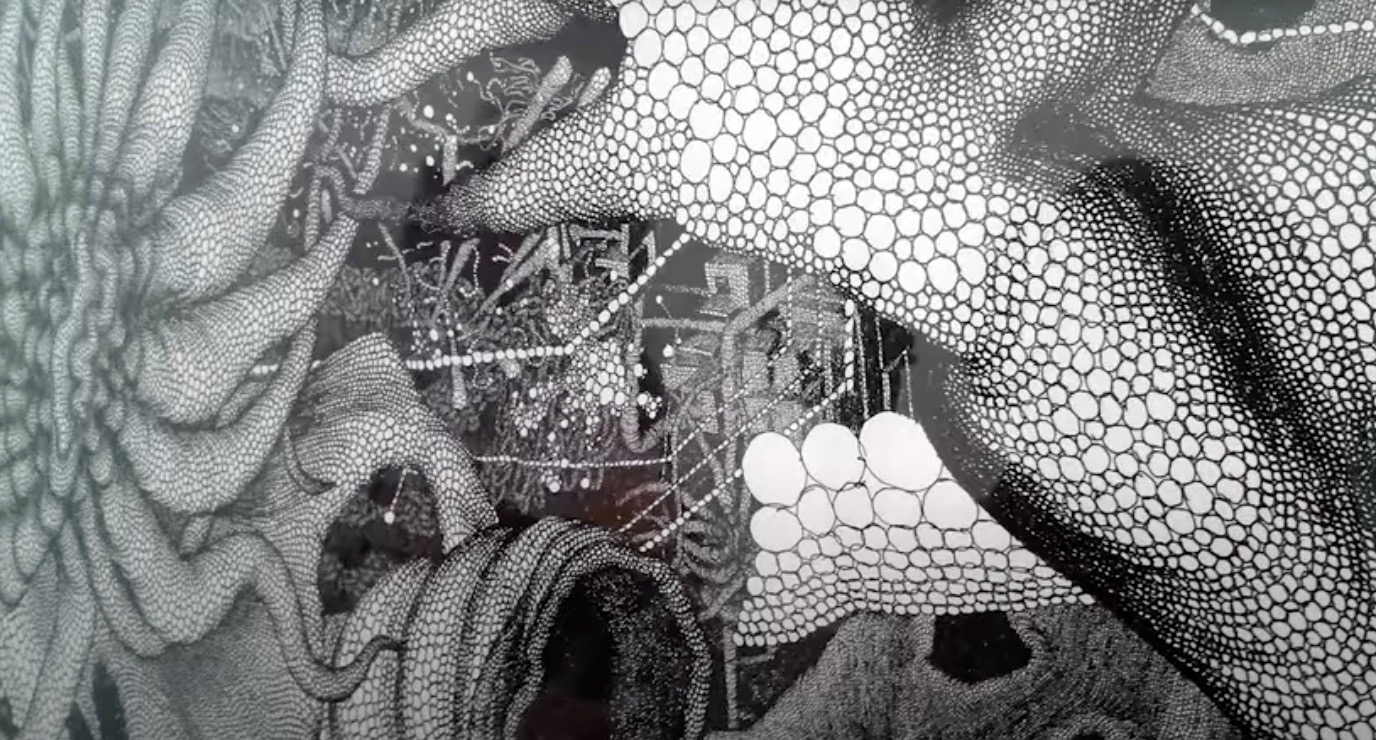
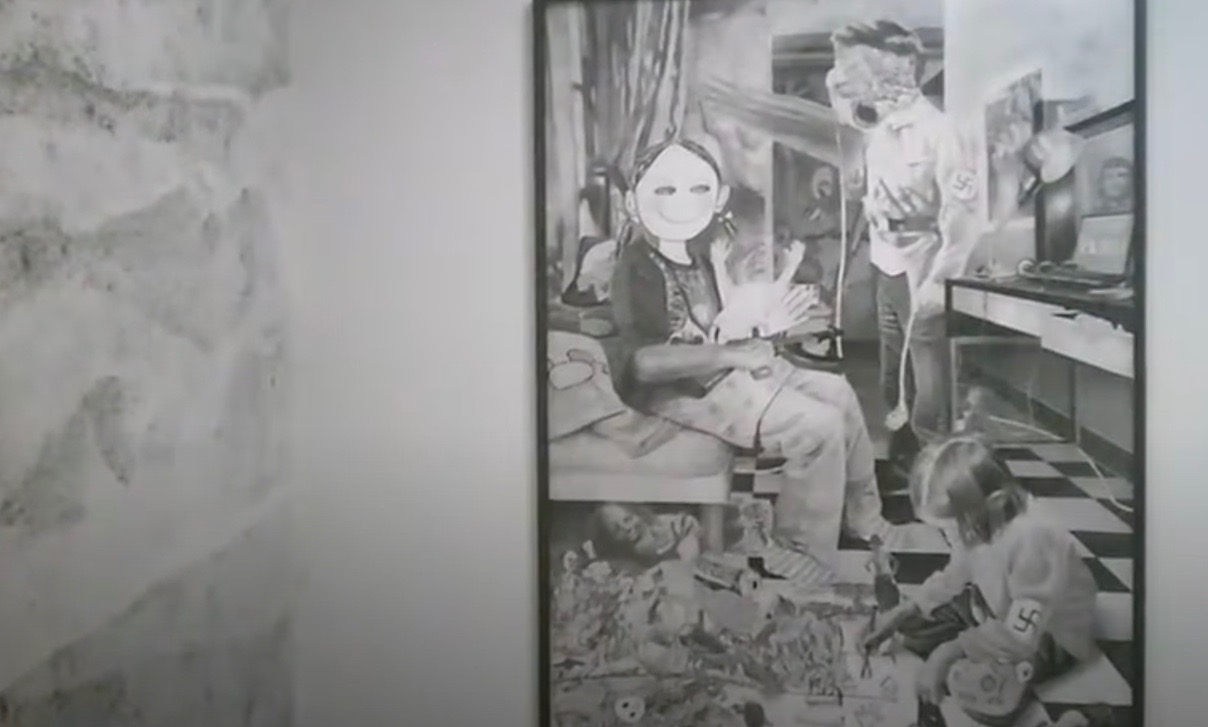
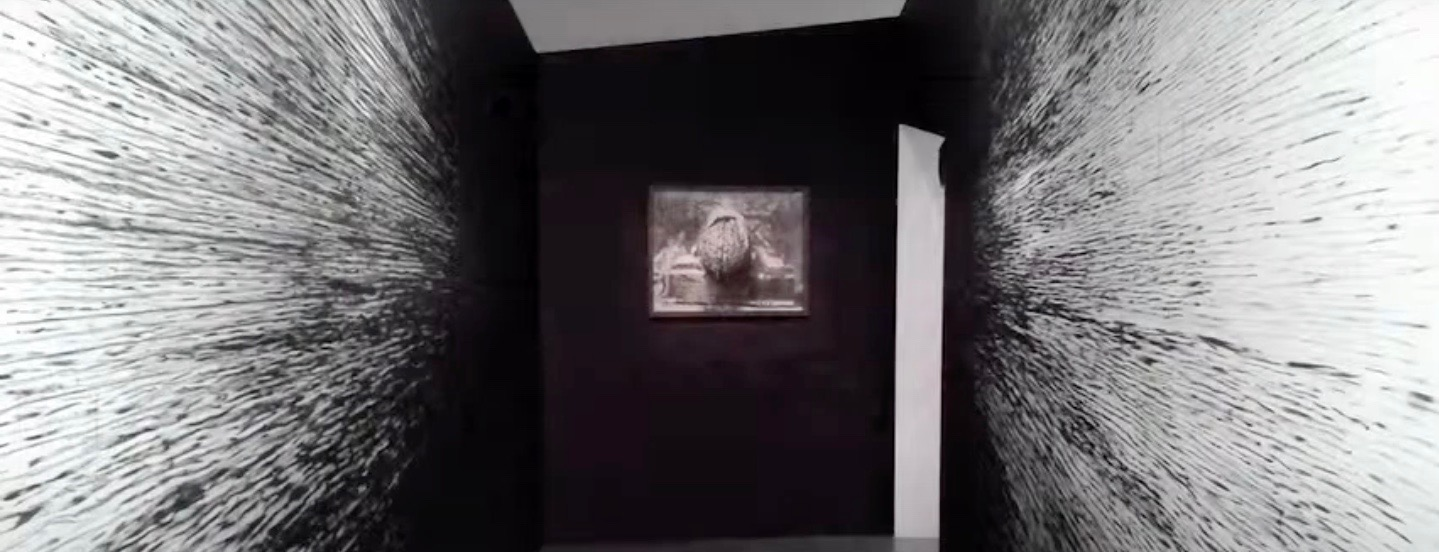

## Principales expositions monographiques
- Au village, Le Lieu Unique, Nantes, en 2014[7]
- Zone grise, Le Parvis, scène nationale, Tarbes, en 2014
- Fatum à La Maison Rouge, Paris,  catalogue par Nathan Rera et Baptiste Brun ; avant-propos Antoine de Galbert, 2015[8],[9]
- The Dancing Room au Musée Tinguely, Bâle, en 2017[10]
- Jérôme Zonder, château de Chambord, 2018[11]
- Études pour le portrait de Pierre-François, galerie Nathalie Obadia, 2020[12]
- Jusqu'ici tout va bien, galerie Nathalie Obadia, 2021[13]
- Joyeuse Apocalypse!, au Casino Luxembourg, 2023[14]
- Nuit blanche, MAHJ, 2024[15]

## Œuvres dans des collections publiques
- Quatre estampes de sa série Sur la route (2009) conservées à la Bibliothèque nationale de France (département des estampes)[16].
- Chairs grises #6, 2014, FRAC Auvergne[17]
- Portrait de Garance #47 et 49, 2017, FRAC Picardie[18]